# 王琚
王 琚（おう きょ、407年 - 496年）は、北魏の宦官。本貫は高平郡。

## 経歴
泰常年間に腐刑を受けて宮中に入り、細心で節度を守った仕事ぶりで、諸官を歴任して重用されるようになった。礼部尚書に上り、広平公の爵位を受け、寧南将軍の号を加えられた。献文帝に仕えて公正を持し、そのことを孝文帝に評価されて、散騎常侍の位を受けた。後に侍中・征南将車・冀州刺史となり、仮の広平王となった。都の平城に召喚されて、侍中のまま征南将軍の号を受け、爵位を高平王に進め、再び冀州に派遣された。孝文帝と文明太后が冀州に東巡すると、王琚の家に幸して、諸事を詳しく尋ねた。都の平城に帰ると、老齢を理由に家に隠棲した。後に爵位を公に降格され、洛陽遷都に従って居を移した。家の窮乏を訴えて、孝文帝から帛200匹を賜った。常に牛乳を愛飲していたため、顔色は処女のようであった。496年（太和20年）冬、死去した。享年は90。征南将軍・冀州刺史の位を追贈された。諡は靖といった。
養子の王寄生がすでに亡くなっていたため、寄生の子の王蓋海が王琚の爵位を嗣ぎ、楽陵郡太守まで上った。

## 伝記資料
- 『魏書』巻94 列伝第82
- 『北史』巻92 列伝第80